# Victor Nothmann
Victor Nothmann nasceu em 1841, na cidade de Görlitz, Alemanha. Veio para o Brasil, em 1859, onde começou a trabalhar como mascate, vendendo tecidos de porta em porta pelas ruas de São Paulo e algumas cidades do interior do Estado. Com o passar dos anos, conquistou fortuna e prestígio junto à comunidade alemã e à elite paulistana. Tornou-se investidor do mercado imobiliário e fundou os bairros paulistanos de Higienópolis, Campos Elíseos e Vila Ema. Casado com Emma Nothmann, teve quatro filhos: Victor, Gaston, Armando e Carmen.

## História
Filho de Isaac Samuel Nothmann e Lina Nothmann, Victor Nothmann nasceu na Alemanha e migrou para o Brasil quando tinha 18 anos de idade. Graças à sua dedicação e talento para os negócios, em 1879 conseguiu se estabelecer como comerciante na capital paulista, criando a empresa Victor Nothmann & Cia., que se tornou a maior atacadista de tecidos de São Paulo.
O sucesso obtido com sua empresa lhe trouxe prestígio junto aos membros da elite paulistana e da comunidade alemã. Isso lhe permitiu assumir, em diversas ocasiões, o cargo de cônsul interino do Império Alemão na capital. Também lhe deu a oportunidade de conhecer políticos e se associar a investidores, diversificando seus negócios e prestando grandes contribuições ao desenvolvimento da cidade.
Por volta de 1878, Victor Nothmann se associa ao arquiteto suíço Frederico Glette, compram uma chácara na região conhecida como Campo Redondo, no Pacaembú de Cima, e fazem um projeto de loteamento dessa área. Para execução do projeto, que deu origem ao bairro dos Campos Elíseos, foi escolhido o engenheiro Hermann Von Puttkamer.
Em 1889, pela Lei nº 18, o Presidente da Província de São Paulo concede a Victor Nothmann e a Fernando Dumoulin, o privilégio, por cinquenta anos, para construção, uso e gozo de duas linhas de bondes que, partindo do centro da cidade, ligariam os bairros da Bela Vista e Bom Retiro. A concessão lhes permitia desapropriar imóveis e construir um túnel sob a Rua Florêncio de Abreu.
No ano de 1891, Victor Nothmann associou-se a Cícero Bastos e Manoel Ferreira Redondo e, juntos, compraram terras nas proximidades de Vila Prudente. Em 1893 Nothmann compra a parte de seus sócios e, logo em seguida, faz o loteamento da área, dando origem a uma nova vila que, em homenagem à sua esposa, foi chamada de Villa Emma. A vila cresceu e hoje é o bairro de Vila Ema.
Também no ano de 1893, Victor Nothmann se associa a Martinho Bouchard e compram terras que pertenciam ao Barão de Ramalho para, em 1895, lançarem um empreendimento imobiliário chamado Boulevard Bouchard que tinha por objetivo vender residências para a nova elite paulistana. O Boulevard Bouchard, mais tarde transformou-se no bairro de Higienópolis.
Victor Nothmann faleceu em 1905, na cidade de São Paulo, Brasil.